# Jewhen Karmalita
Jewhen Ołehowycz Karmalita, ukr. Євген Олегович Кармаліта (ur. 12 kwietnia 1983 w Irpieniu) – ukraiński piłkarz, grający na pozycji pomocnika.

## Kariera piłkarska

### Kariera klubowa
Wychowanek Szkoły Piłkarskiej Dynama Kijów. Karierę piłkarską rozpoczął 8 maja 2003 w składzie klubu Nafkom-Akademia Irpień, skąd na początku 2005 przeszedł do Tawrii Symferopol, w barwach której 24 kwietnia 2005 debiutował w Wyższej lidze Ukrainy. W rundzie jesiennej sezonu 2005/06 został wypożyczony do klubu Krymtepłycia Mołodiżne. Podczas przerwy zimowej sezonu 2006/07 przeszedł do Obołoni Kijów, w składzie której występował 3 lata. Zimą 2009 otrzymał status wolnego agenta, a w kwietniu 2010 został piłkarzem klubu Arsenał Biała Cerkiew.

### Kariera reprezentacyjna
Rozegrał jeden mecz w młodzieżowej reprezentacji Ukrainy z Polską, strzelając jednego gola (1:1).

## Sukcesy i odznaczenia

### Sukcesy klubowe
- brązowy medalista Pierwszej lihi Ukrainy: 2007, 2008